# Castelo do Piló
O Castelo do Piló localiza-se no município de Albalat dels Tarongers, na província de Valência, na comunidade autónoma da Comunidade Valenciana, na Espanha.

## História
Em 1238, o rei Jaime I de Aragão doou o castelo de Albalat e seus domínios, nos quais se compreendia a povoação, ao abade de Fuentclara. Mais tarde, estes passariam às mãos de Raimundo de Toris, que os vendeu, em 1379, ao matrimónio de Jofré de Blanes e Caterina de Bonastre que os anexariam às possessões que constituíam o baronato de Segart. Juan Castellsens de Villarrasa adquiriu-os em 1482 e, anos mais tarde, retornariam à posse da Coroa de Espanha.
Com a expulsão dos Mouriscos da Espanha, a partir de 1609, a povoação começou a ficar desabitada, razão pela qual, três anos mais tarde, inciou-se o seu repovoamento com população de origem Catalã.
Actualmente encontra-se em ruínas, podendo ser apreciados os restos das muralhas e das torres, assim como os das edificações auxiliares.